# Caiophora macrantha
Caiophora macrantha är en brännreveväxtart som beskrevs av Ellsworth Paine Killip. Caiophora macrantha ingår i släktet Caiophora och familjen brännreveväxter. Inga underarter finns listade i Catalogue of Life.